# 河北中医药大学
河北中医药大学是中國河北省石家庄市的一所中医高等院校，建立于1956年。1995年与河北医学院等合并组建为河北医科大学，2013年4月恢复成立河北中医学院。学校直属附属医院有一所。2014年10月，成为河北省与国家中医药管理局省部共建高校。2014年11月，成为第12所河北省省属重点骨干院校。2023年更名为河北中医药大学。

## 校史沿革

### 中医学院系统（1956-2013）
- 1956年，河北中医专科学校建立，校址在河北保定。同年成立的还有河北中医药研究所。
- 1958年7月河北省中医进修学校并入，学校正式更名为河北中医学院。1958年为河北中医学院官方确定的学校成立年份。
- 1962年，河北中医学院整体迁往天津，并入天津中医学院，成为了天津中医学院的一部分。当时的中医名家杨医亚、马新云、田乃庚等均在校执教。
- 1967年，天津改为直辖市，河北省会迁至石家庄（1968年）。1969年11月，天津中医学院整体迁来石家庄。1970年，天津中医学院迁石部分与当时的河北医学院合并为河北新医大学。 （河北中医学院与河北医学院第一次合并）
- 1979年8月，中共河北省委决定河北中医学院、河北医学院恢复独立建制，河北新医大学取消。原天津中医学院部分恢复独立，返回天津复校。1979年11月，着手筹备河北中医学院的建校工作。（河北中医学院第一次恢复独立建制）筹备的新校园位于石家庄市桥西区新石南路（即今天的河北中医学院橘泉校区）。
- 1983年7月，河北中医学院位于桥西区新石南路新校园（现河北中医学院橘泉校区）落成，并开始招生。学院先后设立中医、针推、中药等专业。
- 1984年河北医学院（中医系）、河北省中医院并入河北中医学院。
- 1988年河北省中医药研究所并入河北中医学院。
- 1995年5月，根据河北省政府决定，河北医学院、河北中医学院、石家庄医学高等专科学校合并组建为河北医科大学。河北中医学院撤销，与河北省中医院（合署）、河北省中医药研究所（合署）参与合并组建河北医科大学。（河北中医学院与河北医学院第二次合并）。原河北中医学院成为河北医科大学的二级学院河北医科大学中医学院（1995-2013），成为河北医科大学西校区（1995-2013）。

### 卫生学校系统（1972-2013）
- 1972年，石家庄地区卫生学校创建，是一所全日制国办中等卫生专业学校。校址位于河北省石家庄市新华区农机街8号————现为石家庄机电工业学校（石家庄市机械技工学校）东校区。
- 1993年，随着石家庄市地市合并，石家庄地区撤销，石家庄地区卫生学校更名为石家庄卫生学校，划归新合并的石家庄市管辖。同年，被省政府批准为省部级重点中专学校。
- 2004年，石家庄卫生学校被教育部认定为首批国家级重点中等职业学校。
- 2005年，石家庄卫生学校由新华区农机街迁至鹿泉市鹿泉经济开发区杏苑路3号（即今河北中医学院校本部-杏苑校区）,占地439.6亩（293068.13平方米）。
- 2009年11月，河北省人民政府、河北省教育厅决定石家庄卫生学校并入河北医科大学。2009年11月10日，在石家庄卫生学校信息楼四楼会议室召开"石家庄卫生学校与冀医大合并大会"，石家庄卫生学校隶属关系从石家庄市卫生局划归河北医科大学，成为河北省省属事业单位，并更名河北医科大学西山校区。河北医科大学西山校区编制虽然纳入河北医科大学整体编制，名义上为其一个校区，但实际上按河北医科大学下属的事业单位运行，编制单列，在岗位设置和招生等方面保持独立，由河北医科大学西山校区管理委员会进行管理。合并前，石家庄卫生学校在校生近7000人，学校馆藏图书16.8万册，电子图书200.07GB，报刊杂志332种。学校设有学科实验室32个，建设有多媒体教室、电子阅览室与课件制作室、语音室。
- 2010年，首次以河北医科大学西山校区名义参加高招计划内招生，其中主要包括：专科一批和专接本的护理医学类专业。

### 两系统合并，河北中医学院恢复独立建制（2013-2023）
- 2013年4月18日，根据中华人民共和国教育部教发函〔2013〕43号文件批示，在河北医科大学中医学院、河北省中医药研究院合并基础上建立河北中医学院[1]。河北医科大学（中医学院、西山校区两部分）、河北省中医药研究院（河北医科大学中医药研究院，即原河北省中医药研究所）合并组建河北中医学院，原河北医科大学西校区（中医学院原址）改称河北中医学院橘泉校区，原河北医科大学西山校区（石家庄卫校原址）改称河北中医学院杏苑校区，河北中医学院恢复独立建制，学校代码为14432。（河北中医学院第二次恢复独立建制）

河北省中医药研究院、河北省中医院由河北医科大学划归河北中医学院，成为河北中医学院下属事业单位。（此时河北省中医药研究院由河北省中医院代管）河北中医学院恢复独立后，河北医科大学仅剩余校本部（中山东路）和东校区（建华大街，河北医科大学临床学院校区）。
同年（2013年），以河北中医学院名义独立参加高招计划内招生。
- 2013年9月8日，河北中医学院成立暨开学典礼在河北中医学院校本部-杏苑校区举行，河北中医学院正式挂牌成立。孔祥骊任河北中医学院恢复独立后首任院长（校长），王洪担任河北中医学院首任校党委书记。河北中医学院（恢复）成立时下设基础医学院、针灸推拿学院、中西医结合学院、药学院、护理学院5个二级学院及研究生学院、继续教育学院、国际教育学院、公共课教学部等4个其他二级单位。
- 2013年12月，根据《中共河北中医学院委员会关于河北省中医药研究院管理体制变更的通知》，下属事业单位河北省中医药研究院由河北中医学院附属医院代管改为河北中医学院直管。[2]
- 2014年5月-7月，河北中医学院（恢复）成立以来，完成首次工作人员公开招聘工作。
- 2014年6月，河北省教育厅转发省编办《关于设立河北省中医药科学院的通知》，通知同意依托河北省中医药研究院设立河北省中医药科学院，由河北中医学院管理，撤销河北省中医药研究院，河北省中医药科学院所需编制和人员从原河北省中医药研究院整体划转。
- 2014年10月15日下午，河北省人民政府与国家中医药管理局签署共建河北中医学院协议，时任河北省省长张庆伟和国家卫生和计划生育委员会副主任、国家中医药管理局局长王国强代表双方签约，河北省省政府特邀咨询孙士彬参加签约仪式，副省长许宁主持签约仪式。国家中医药管理局将积极配合河北省政府将河北中医学院列为重点支持建设高校，在政策、项目、资金等方面给予扶持，共同促进河北中医学院建设成为高水平、有特色的一流中医药高等院校。河北中医学院成为第4所地方与国家中医药管理局省部共建大学。
- 2014年11月24日，河北省教育厅发出《关于将河北中医学院列为省属重点骨干大学的批复》冀教高【2014】54号文件，经研究并报河北省人民政府批准，同意将河北中医学院列为河北省省属重点骨干大学。河北中医学院成为第12所河北省省属重点骨干大学。
- 2016年5月，河北中医学院社会科学教学部成立，成为第2个教学部、第10个二级单位。
- 2017年9月29日，河北省卫计委、河北省教育厅在河北省安国药材种植试验场（河北省保定市安国市）召开大会，宣布河北省安国药材种植试验场并入河北中医学院。[3]
- 2018年6月25日，河北中医学院祁州校区（原河北省安国药材种植试验场）正式挂牌成立。[4]

### 河北中医药大学时期（2023-）
- 2023年6月，经教育部批准，更名为河北中医药大学[5][6]。

## 学校概况

### 校区

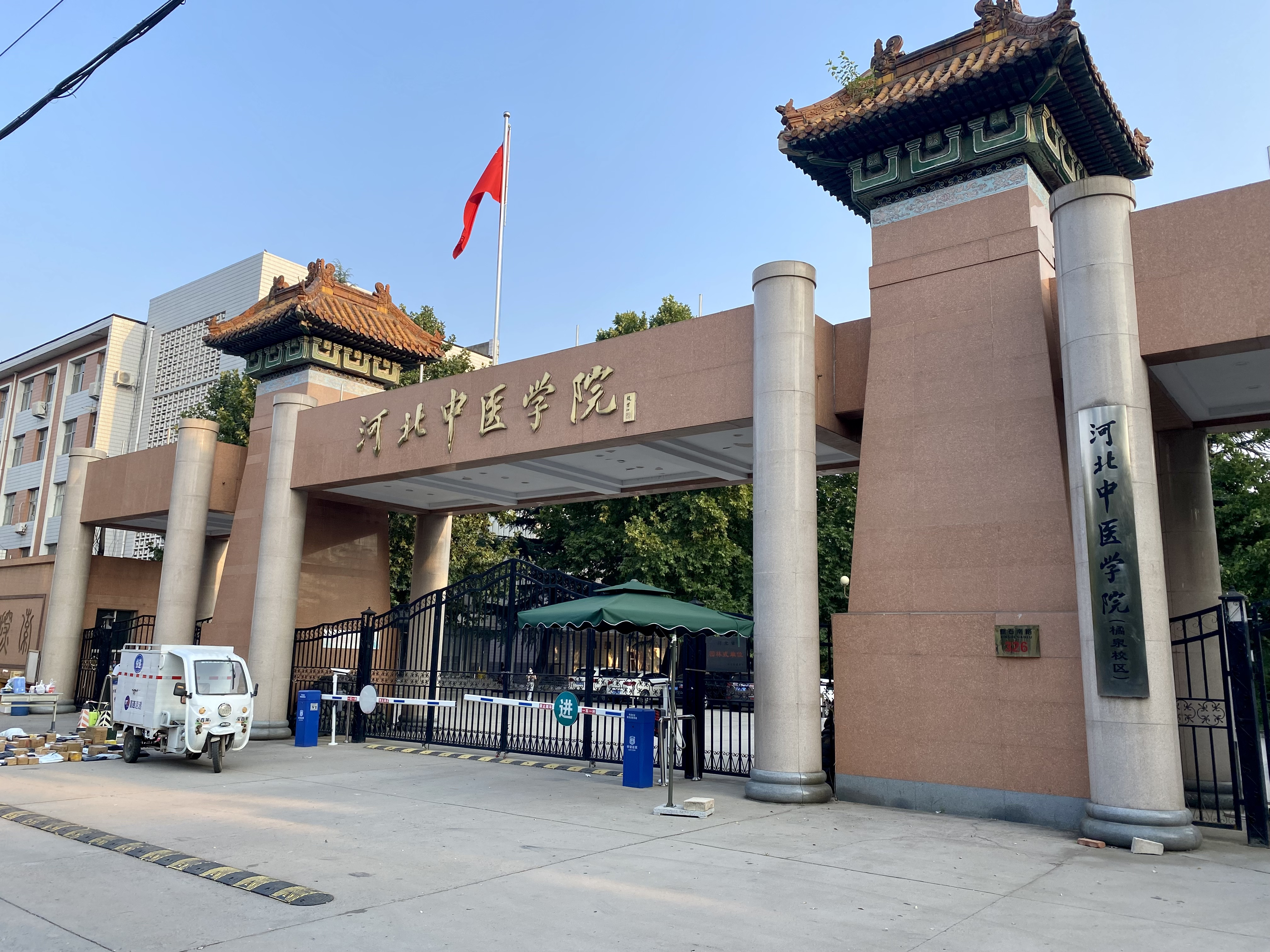
河北中医学院（橘泉校区）

河北中医药大学拥有4个校区（截至2023年6月）：
- 1.杏苑校区（校本部）

地址：河北省石家庄市鹿泉区鹿泉经济开发区杏苑路3号，邮政编码：050200。原石家庄卫生学校（河北医科大学西山校区）校址，占地439.6亩（293068.13平方米）。2005年正式启用，2009年成为河北医科大学西山校区，2013年成为河北中医学院杏苑校区（校本部）。学校校级机关和5个二级学院和教辅、科研机构主体和学校所有本、专科学生位于此校区。
- 2.橘泉校区

地址：河北省石家庄市桥西区新石南路326号（前为新石南路24号），邮政编码：050091。即前河北医科大学西校区（1995-2013），原河北中医学院（1979-1995）、河北医科大学中医学院（1995-2013）校址。1983年7月建成启用，1995年成为河北医科大学西校区，2013年成为河北中医学院橘泉校区。学校的国际教育学院（国际交流处）、继续教育学院、国医堂位于此校区，图书馆、实验中心、信息技术中心、后勤管理处、研究生学院的主体机构和人员和硕博士研究生位于此校区。
- 3.祁州校区

地址：河北省保定市安国市保衡南大街99号，邮政编码：071000。原河北省安国药材种植试验场（1949-2017）。2017年9月29日，河北省安国药材种植试验场并入河北中医学院，2018年6月25日，河北中医学院祁州校区正式挂牌成立。
- 4.东垣校区

地址：河北省石家庄市长安区中山东路389号，为临床教学主阵地。

### 校训
博学求源 厚德济世

## 院系专业设置和组织机构

### 院系设置

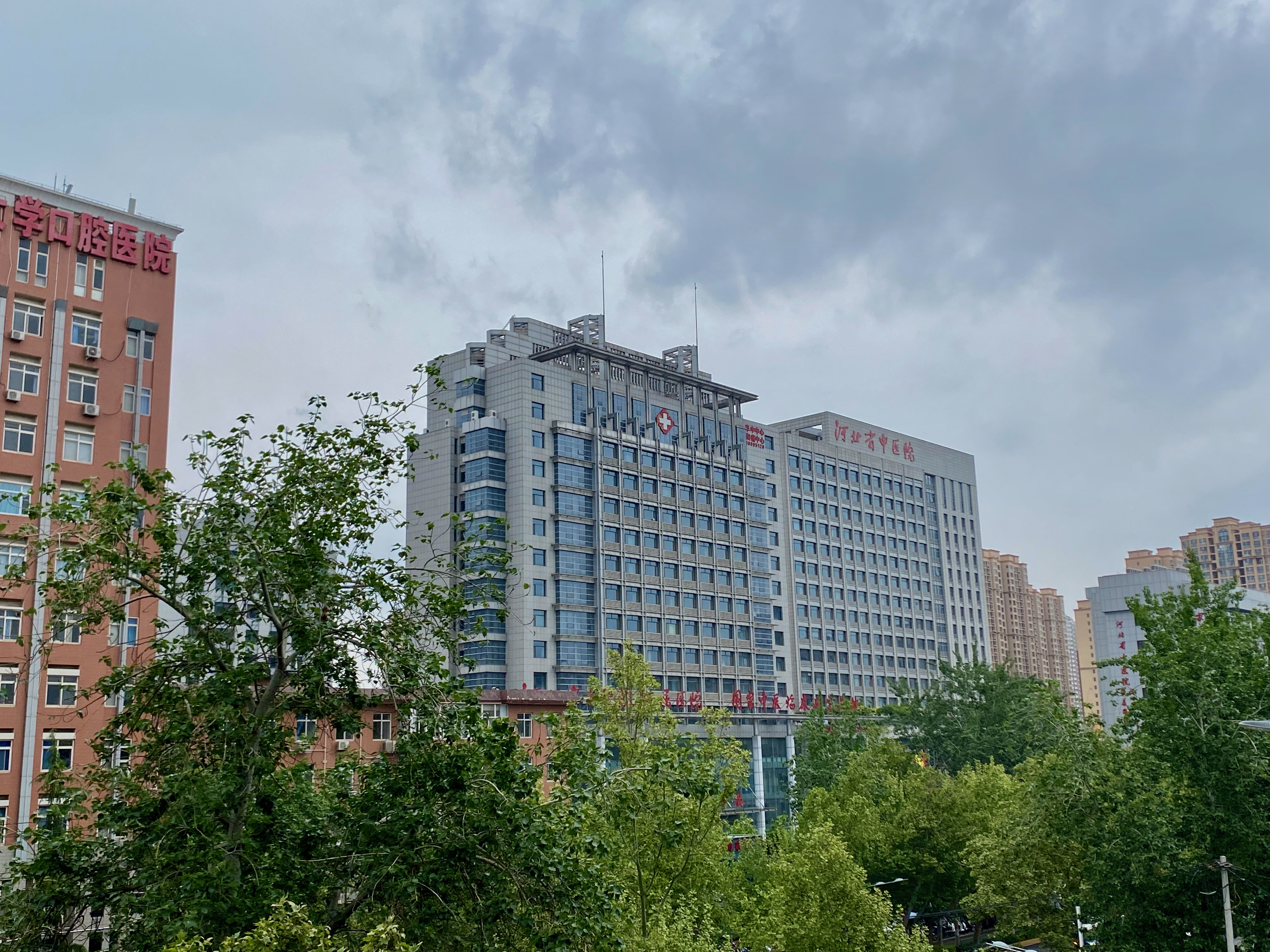
河北省中医院

河北中医学院的院系设置分为直接管理本专科生的二级院系、负责相关课程教学不管理学生的二级学院、教学部和管理继续教育（成人教育）、留学生、研究生的其他学院。由教务处管理本专科生，由研究生学院管理硕士、博士研究生。
截至2023年6月，设有基础医学院、中西医结合学院、针灸推拿学院、药学院、护理学院、研究生学院、继续教育学院、国际教育学院、马克思主义学院、临床医学院、体育教学部、人文管理系12个教学机构（其中基础医学院、中西医结合学院、针灸推拿学院、药学院、护理学院、人文管理系6个院系开设全日制本专科专业，管理全日制本专科学生及相关事务，研究生学院管理硕士研究生、博士研究生学历学生及相关事务，继续教育学院管理成人教育学生及相关事务，国际教育学院（国际交流处）管理留学生及国际交流等相关事务，人文管理系、体育教学部、马克思主义学院负责体育、外国语、计算机、思想政治理论课等公共必修课程，除认为管理系外不管理学生。临床医学院即河北省中医院，负责医学及相关专业的临床教学实习任务）

### 本、专科专业设置
中医学、中西医临床医学、中药学、护理学、针灸推拿学、康复治疗学、中药资源与开发、医学检验技术、医学影像技术、生物工程、中药制药、中草药栽培与鉴定、口腔医学技术、中医儿科学、中医养生学、中医康复学、中医骨伤科学、药学、助产学、应用心理学、健康服务与管理、汉语国际教育、公共事业管理、市场营销、制药工程、卫生检验与检疫26个本科专业，涵盖医学、理学、工学、管理学、文学5个学科门类。

### 院系、本专科专业及教研室设置
Template:河北中医药大学/院系
| 基础医学院、中西医结合学院、针灸推拿学院、药学院、护理学院、研究生学院、继续教育学院、国际教育学院、公共课教学部、实验中心、信息技术中心、图书馆正式设立于2013年11月，各教研室成立于2013年12月。公共课教学部2022年6月撤销，分立为人文管理系和体育教学部 基础医学院 （页面存档备份，存于）所管理专业及其初始招生年份、所授予学位： 管理5个本科专业学生： • 中医学 （五年制本科、“5+3”本硕连读）1957年、2018年（2017年起在河北省省内本科一批招生） 文理兼收招生 医学学士 • 生物工程（四年制本科）2016年 理工类招生 工学学士 • 公共事业管理 （四年制本科）2016年（2021年起暂停招生）（2016年-2022年学生管理在基础医学院，专业教学及建设在公共课教学部管理学教研室，2022年6月学生管理移交人文管理系） 文理兼收招生 管理学学士 • 应用心理学 （四年制本科）2017年（2017年-2022年学生管理在基础医学院，专业教学及建设在公共课教学部心理学教研室，2022年6月学生管理移交人文管理系） 文理兼收招生 理学学士 • 中医儿科学 （五年制本科）2019年（学生管理在基础医学院，该专业由中西医结合学院中西医结合儿科教研室申请设置） 文理兼收招生 医学学士 • 中医学（三年制专接本）2014年开始招生，2017年独立成班，2018年暂停招生，2020年恢复招生。 基础医学院申请的卫生检验与检疫专业2019年获批，但至今尚未开始招生 基础医学院下设13个教研室、1个研究所： 1、中医医史文献教研室 2、中医诊断学教研室 3、中医基础理论教研室 4、中医临床基础教研室 5、方剂学教研室 6、人体解剖学教研室 7、组织胚胎学教研室 8、药理学教研室 9、生理学教研室 10、病理学教研室 11、生物化学与生物学教研室 12、免疫学与病原生物学教研室 13、预防医学教研室 研究所：中医文献研究所 中西医结合学院 （页面存档备份，存于）所管理专业及其初始招生年份、所授予学位： 管理4个本科专业学生： • 中西医临床医学（五年制本科）2002年（2017年起在河北省省内本科一批招生） 文理兼收招生 医学学士 • 医学影像技术（四年制本科）2014年、2016年 理工类招生 理学学士 • 医学检验技术 （四年制本科）2016年 理工类招生 理学学士 • 口腔医学技术 （四年制本科）2017年 理工类招生 理学学士 中西医结合学院申请的中医儿科学专业2019年获批招生，学生管理在基础医学院 原有医学影像技术（三年制专科）、医学检验技术（三年制专科），2016年停止招生。 原有中西医临床医学（三年制专接本），2014年开始招生，2016年停止招生 原有医学影像技术（二年制专接本），2016年开始招生，2018年停止招生 中西医结合学院下设8个教研室： 1、中西医结合内科教研室 2、中西医结合外科教研室 3、中西医结合妇科教研室 4、中西医结合儿科教研室 5、诊断学教研室 6、医学检验教研室（2015年4月增设） 7、医学影像教研室（2015年4月增设） 8.五官教研室 针灸推拿学院 （页面存档备份，存于）所管理专业及其初始招生年份、所授予学位： 管理2个本科专业学生： • 针灸推拿学（五年制本科）1989年（2018年起在河北省省内本科一批招生） 文理兼收招生 医学学士 • 康复治疗学（四年制本科）2014年 文理兼收招生 理学学士 针灸推拿学院申请的中医养生学专业2019年获批，但至今尚未开始招生 原有针灸推拿（三年制专科），2017年停止招生。 原有针灸推拿学（三年制专接本），2014年开始招生，2018年停止招生。 针推推拿学院下设5个教研室： 1、针灸基础教研室 2、针灸临床教研室 3、推拿学教研室 4、实验针灸学教研室 5、康复医学教研室 药学院 （页面存档备份，存于）所管理专业及其初始招生年份、所授予学位： 管理7个本科专业学生： • 中药学（四年制本科）2000年（2017年起在河北省省内本科一批招生） 理工类招生 理学学士 • 中药资源与开发（四年制本科）2014年 理工类招生 理学学士 • 制药工程（四年制本科）2016年 （2019年暂停招生） 理工类招生 工学学士 • 药学（四年制本科） 2017年 理工类招生 理学学士 • 中草药栽培与鉴定（四年制本科）2018年 理工类招生 医学学士 • 中药制药（四年制本科）2019年 理工类招生 理学学士 原有药学（三年制专科），2016年停止招生 原有市场营销（四年制本科）2018年（2019年暂停招生）（学生管理在药学院，专业教学及建设在公共课教学部管理学教研室，2022年6月移交人文管理系） 文理兼收招生 管理学学士 药学院下设10个教研室： 1、制药工程教研室（2014年10月增设） 2、临床中药学教研室 3、中药药理学教研室 4、药用植物学教研室 5、药物化学教研室 6、药剂学教研室 7、基础化学教研室 8、数学教研室 9、中药鉴定与炮制教研室（2019年1月增设）10、中药资源学教研室（2019年1月增设） 原有生药学教研室，2019年1月撤销。 护理学院 （页面存档备份，存于）所管理专业及其初始招生年份、所授予学位： 管理2个本科专业学生： • 护理学（四年制本科）2009年（含学生入学后再根据根据高考成绩和志愿组成的老年护理实验班） 文理兼收招生 理学学士 • 助产学（四年制本科）2019年 文理兼收招生 理学学士 原有护理（三年制专科），2017年停止招生。 原有护理学（二年制专接本），2014年开始招生，2018年停止招生。 护理学院初设立时下设5个教研室： 1、基础护理教研室 2、临床护理教研室 3、人文护理教研室 4、社区护理教研室 5、中医护理教研室 2018年4月临床护理教研室撤销，增设内科护理学教研室、外科护理学教研室、妇产科与儿科护理学教研室。 截至2019年3月护理学院下设7个教研室： 1、基础护理教研室 2、内科护理学教研室 3、外科护理学教研室 4、妇产科与儿科护理学教研室 5、人文护理教研室 6、社区护理教研室 7、中医护理教研室 | 人文管理系 （页面存档备份，存于） • 公共事业管理 （四年制本科）2016年（2021年起暂停招生）（2016年-2022年学生管理在基础医学院，专业教学及建设在公共课教学部管理学教研室，2022年6月学生管理移交人文管理系） 文理兼收招生 管理学学士 • 应用心理学 （四年制本科）2017年（2017年-2022年学生管理在基础医学院，专业教学及建设在公共课教学部心理学教研室，2022年6月学生管理移交人文管理系） 文理兼收招生 理学学士 • 健康服务与管理（四年制本科）2020年（2020年-2022年学生管理在基础医学院，专业教学及建设在公共课教学部管理学教研室，2022年6月学生管理移交人文管理系） 文理兼收招生 管理学学士 • 汉语国际教育（四年制本科）2022年 文理兼收招生 文学学士 2013年公共课教学部成立时下设5个教研室： 1、体育教研室 2、英语教研室 3、思想政治教育教研室 4、医学人文教研室 5、计算机教研室。 2016年5月公共课教学部、社会科学部分立后，撤销思想政治教育教研室、医学人文教研室（心理健康咨询中心），成立心理学教研室、管理学教研室，拥有5个教研室： 1、体育教研室 2、英语教研室 3、计算机教研室 4、心理学教研室 5、管理学教研室 2022年5月汉语国际教育教研室成立，拥有6个教研室 2022年6月公共课教学部撤销，成立人文管理系和体育教学部，撤销体育教研室。 截至2023年6月人文管理系下设5个教研室： 1、英语教研室2、计算机教研室3、心理学教研室4、管理学教研室5、汉语国际教育教研室 承担公共事业管理、应用心理学、市场营销、健康服务与管理、汉语国际教育5个专业的学生管理和专业教学、建设任务。 马克思主义学院 （页面存档备份，存于）2016年5月正式从公共课教学部分立，称社会科学教学部，2021年11月正式改称马克思主义学院，2016年5月成立时下设5个教研室： 1、马克思主义中国化教研室 2、思想道德修养与法律基础教研室 3、医学伦理教研室 4、马克思主义基本原理教研室 5、中国近现代史纲要教研室 2018年6月增设形势与政策教研室、增设研究生思想政治理论课教研室；马克思主义原理教研室更名为马克思主义基本原理 概论教研室、马克思主义中国化教研室更名为毛泽东思想和中国特色社会主义体系理论概论教研室。 2019年3月军事教研室由学校党委武装工作部（学校安全工作处）调整至社会科学教学部。 2021年9月，增设思想政治理论课实践教学虚拟教研室，其余部分教研室进行了更名。 2022年9月，增设习近平新时代中国特色社会主义思想概论教研室。 截至2023年6月，马克思主义学院下设10个教研室： 1、习近平新时代中国特色社会主义思想概论教研室2、马克思主义基本原理教研室3、毛泽东思想和中国特色社会主义理论体系概论教研室4、中国近现代史纲要教研室5、思想道德与法治教研室6、形势与政策教研室7、思想政治理论课实践教学虚拟教研室8、研究生思想政治理论课教研室9、医学伦理与卫生法规教研室10、军事教研室 研究生学院 （页面存档备份，存于） 继续教育学院 （页面存档备份，存于） 国际教育学院 （页面存档备份，存于） 下设1个教研室： 中国文化教研室，2022年5月撤销，调整至公共课教学部（现人文管理系）成立汉语国际教育教研室 图书馆 （页面存档备份，存于） 下设5个部： 采编部、读者服务部、特藏部、技术部、信息与学科服务部（2018年10月成立） 下设1个教研室： 医学文献检索教研室（2014年10月增设） 实验中心 （页面存档备份，存于） 下设3个部： 技能实训部；医学实验部；药学实验部 下设1个教研室： 实验实训教研室（2017年6月设立） 信息技术中心 （页面存档备份，存于） 下设3个部： 网络运行维护部；现代教育技术部；橘泉校区现代教育与网络管理部 学生处（校党委学生工作部） 学生处 （页面存档备份，存于） 下设1个教研室： 大学生职业指导教研室（2018年6月设立） 安全工作处（校党委安全工作部、武装工作部） 安全工作处 （页面存档备份，存于） 原有1个教研室： 军事教研室，2018年6月设置，2019年3月调整至社会科学部。 |

## 历任校长（院长）、党委书记
| 职务                                               | 姓名   | 性别 | 出生年月   | 籍贯     | 任期                  | 任本职前职务                     | 备注                                     |
| -------------------------------------------------- | ------ | ---- | ---------- | -------- | --------------------- | -------------------------------- | ---------------------------------------- |
| 河北中医学院院长（2013年恢复独立设置后）           |        |      |            |          |                       |                                  |                                          |
| 院长                                               | 孔祥骊 | 男   | 1957年3月  | 北京房山 | 2013年8月 - 2017年9月 | 河北省人口和计划生育委员会副主任 | 党委副书记。2017年9月退休                |
| 院长                                               | 高维娟 | 女   | 1966年4月  | 河北唐山 | 2017年9月 -           | 河北中医学院党委常委、副院长     | 党委副书记。2018年10月院长职务获正式任命 |
| 中共河北中医学院委员会书记（2013年恢复独立设置后） |        |      |            |          |                       |                                  |                                          |
| 党委书记                                           | 王洪   | 男   | 1959年12月 | 河北保定 | 2013年7月 - 2019年4月 | 河北医科大学党委副书记、副校长   | 满族                                     |
| 党委书记                                           | 姜建明 | 男   | 1968年7月  | 河北临城 | 2019年4月-            | 河北省中医药管理局局长           |                                          |

## 历任副校级领导
| 职务                                                                 | 姓名   | 性别 | 出生年月   | 籍贯         | 任期                   | 任本职前职务                                             | 备注 |
| -------------------------------------------------------------------- | ------ | ---- | ---------- | ------------ | ---------------------- | -------------------------------------------------------- | --- |
| 河北中医学院副院长（2013年恢复独立设置后）                           |        |      |            |              |                        |                                                          | |
| 副院长                                                               | 高维娟 | 女   | 1966年4月  | 河北唐山     | 2013年7月 -2017年9月   | 河北化工医药职业技术学院副院长                           | 党委常委。2017年9月任河北中医学院院长、党委副书记。                                                       |
| 副院长                                                               | 张祥竞 | 男   | 1968年5月  | 河北巨鹿     | 2013年7月 - 2019年5月  | 河北医科大学校园规划处处长                               | 党委常委。2019年5月任河北中医学院党委副书记                                                               |
| 副院长                                                               | 杜惠兰 | 女   | 1960年2月  | 甘肃永昌     | 2015年10月 - 2019年5月 | 河北中医学院中西医结合学院院长                           | 兼任中西医结合学院院长至2017年12月。2019年5月卸任副院长后仍任副院级领导                                   |
| 副院长                                                               | 王占波 | 男   | 1963年8月  | 河北任丘     | 2015年10月 -           | 河北中医学院教务处处长                                   | 党委常委（2019年6月-）。兼任教务处处长至2017年12月                                                        |
| 副院长                                                               | 高波   | 男   | 1973年1月  | （资料暂缺） | 2017年4月 - 2019年5月  | 民革河北省委会秘书长兼办公室主任                         | 民革党员、兼任民革河北省委会秘书长，河北省政协第十二届委员会委员、常委。2019年5月调任石家庄铁道大学副校长 |
| 副院长                                                               | 王鑫国 | 男   | 1966年9月  | 河北南和     | 2019年5月 -            | 河北中医学院实验中心主任、第二党总支书记                 | 党委常委。（2019年6月-） 兼任河北中医学院实验中心主任、第二党总支书记                                     |
| 副院长                                                               | 方朝义 | 男   | 1965年2月  | 河北冀州     | 2019年5月 -            | 河北中医学院发展规划处处长                               | 无党派人士，兼任河北中医学院发展规划处处长                                                                |
| 副院长                                                               | 任德亮 | 男   | 1964年     | 河北平山     | 2019年5月 -            | 河北大学副校长                                           | 党委常委（2019年6月-）                                                                                    |
| 副院长                                                               | 李永民 | 男   | 1969年10月 | 张家口市     | 2019年5月 -            | 河北北方学院中医学院院长                                 | 党委常委（2019年6月-）                                                                                    |
| 副院长                                                               | 张明莉 | 女   | 1974年4月  | 河北昌黎     | 2019年5月 -            | 燕山大学学生工作处处长                                   | 党委常委（2019年6月-）                                                                                    |
| 中共河北中医学院委员会副书记（专任）（2013年恢复独立设置后）         |        |      |            |              |                        |                                                          | |
| 党委副书记                                                           | 刘超颖 | 女   | 1959年5月  | 江西萍乡     | 2013年7月 -2019年5月   | 石家庄铁道大学党委常委、副校长                           | 兼任党委组织部部长、党校校长（2013年11月-2019年5月）。                                                    |
| 党委副书记                                                           | 张祥竞 | 男   | 1968年5月  | 河北巨鹿     | 2019年5月 -            | 河北中医学院党委常委、副院长                             | 党委常委。                                                                                                |
| 党委副书记                                                           | 孙士江 | 男   | 1968年2月  | 河北滦平     | 2019年5月 -            | 河北中医学院党委常委、河北省中医院院长                   | 满族。党委常委，兼任河北省中医院院长                                                                      |
| 中共河北中医学院纪律检查委员会书记（2013年恢复独立设置后）           |        |      |            |              |                        |                                                          | |
| 纪委书记                                                             | 赵同安 | 男   | 1962年8月  | 河北河间     | 2013年7月 -2019年5月   | 河北艺术职业学院党委书记                                 | 党委常委。2019年5月卸任纪委书记后仍任副院级领导。                                                         |
| 纪委书记                                                             | 崔雪芹 | 女   | 1970年1月  | 河北石家庄   | 2019年5月-             | 中共河北省纪律检查委员会、河北省监察委员会案件审理室主任 | 党委常委（2019年6月-）。2019年7月兼任河北省监察委员会驻河北中医学院监察专员                               |
| 中共河北中医学院委员会常务委员会委员（专任）（2013年恢复独立设置后） |        |      |            |              |                        |                                                          | |
| 党委常委                                                             | 孙士江 | 男   | 1968年2月  | 河北滦平     | 2015年10月 -2019年5月  | 河北省中医院党委书记                                     | 满族。兼任河北省中医院院长                                                                                |